# Gau-Algesheim
Gau-Algesheim är en stad i Landkreis Mainz-Bingen i förbundslandet Rheinland-Pfalz i Tyskland.
Staden ingår i kommunalförbundet Verbandsgemeinde Gau-Algesheim tillsammans med ytterligare sju kommuner.